# Kouterstraat (Amsterdam)
De Kouterstraat is een straat in Amsterdam-Oost, Watergraafsmeer.

## Geschiedenis en ligging
De Kouterstraat kreeg per raadsbesluit van 30 januari 1924; ze werd daarbij vernoemd naar een kouter, een onderdeel van een ploeg. Meerdere straten in deze buurt zijn naar landbouwtermen vernoemd (Sikkelstraat, Ploegstraat, Egstraat etc.). De Kouterstraat is een relatief korte straat die begint aan de ventweg van de Middenweg. Ze eindigt middels een poortgebouw aan de eerdergenoemde Ploegstraat. De Kouterstraat wordt administratief ingedeeld bij Betondorp, maar heeft huizen waarvan de buitenmuren nog opgetrokken zijn in zichtbaar baksteen. Aan de overzijde van de Ploegstraat is ook het beton aan de buitenzijde zichtbaar.
Nederland en België kennen meerdere straten, pleinen etc die vernoemd zijn naar de kouter. Gent heeft plein genaamd Kouter. 
De Kouterstraat kent geen openbaar vervoer noch kunst opgesteld in de openbare ruimte.

## Gebouwen
De straat is symmetrisch van opzet. Aan de noordzijde staan zes huisjes met even huisnummers 2-12; aan de zuidzijde staan eveneens zes huisje met oneven nummers 1 tot en met 11. Verantwoordelijk voor de indeling van de wijk en het ontwerp van de huisjes in dit tuindorp was architect Gerrit Versteeg al dan niet samen met collega Jan Gratama. Het blokje gelegen tussen Sikkelstraat, Middenweg, Onderlangs en Ploegstraat is eveneens geheel symmetrisch van plattegrond en dateert van circa 1925. Alle huisjes in de straat hebben twee bouwlagen onder een zadeldak. De huizen aan de Middenweg en Ploegstraat hebben meer bouwlagen. Alle huisjes hebben binnentuintjes. 

## Afbeeldingen

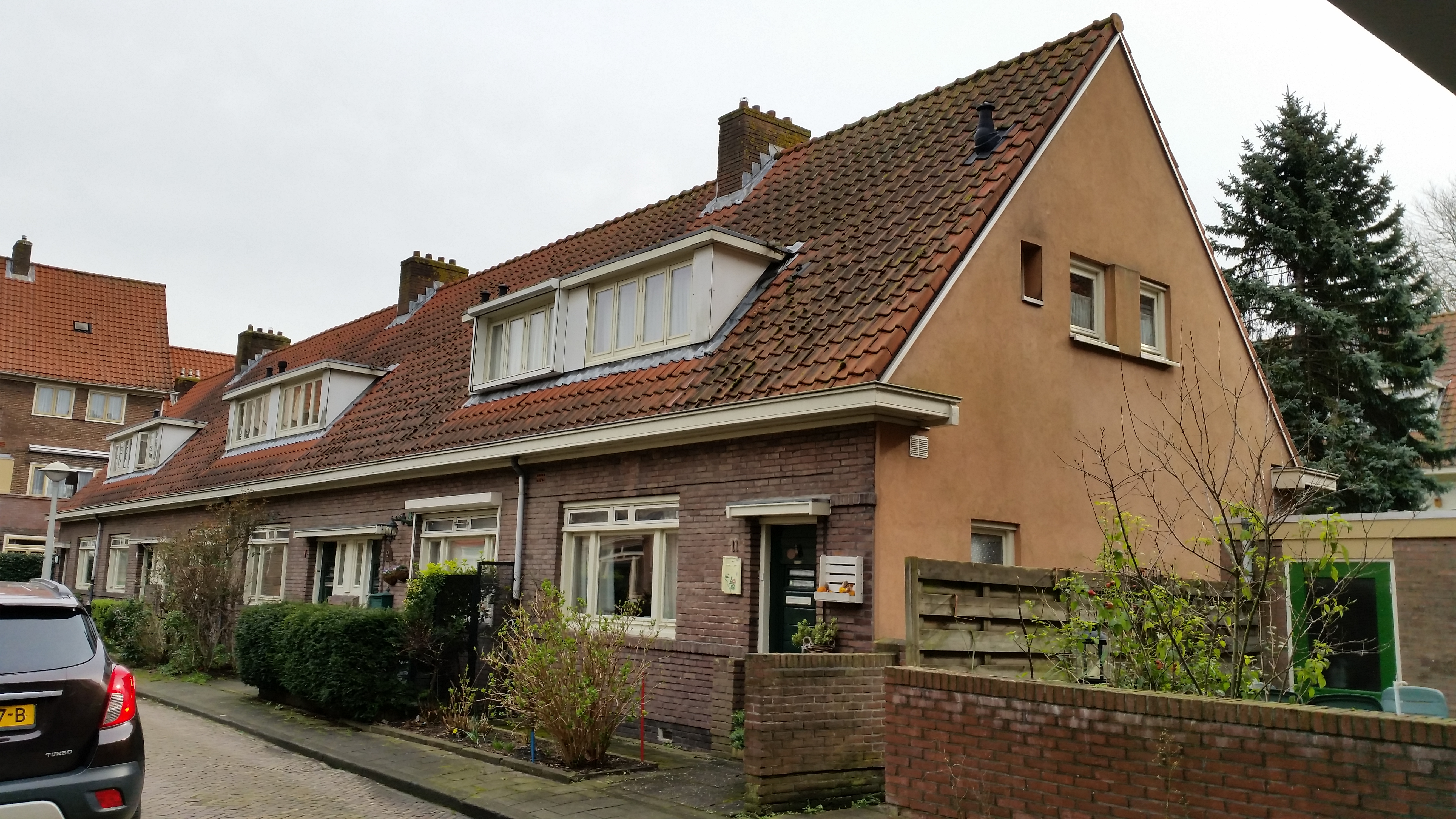
Kouterstraat 1-11 (van rechts naar links) (februari 2020)
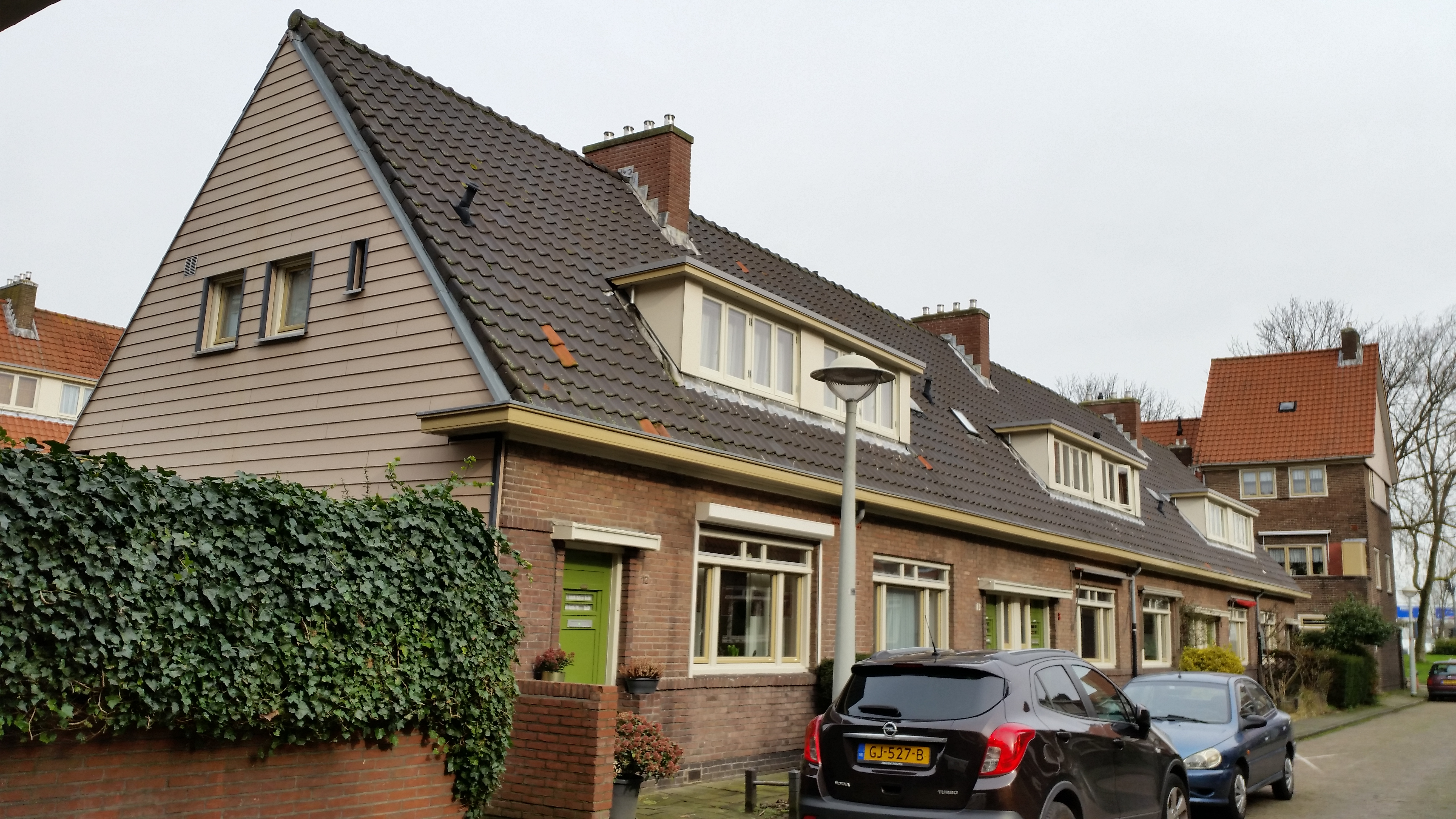
Kouterstraat 2-12 (van rechts naar links) (februari 2020)
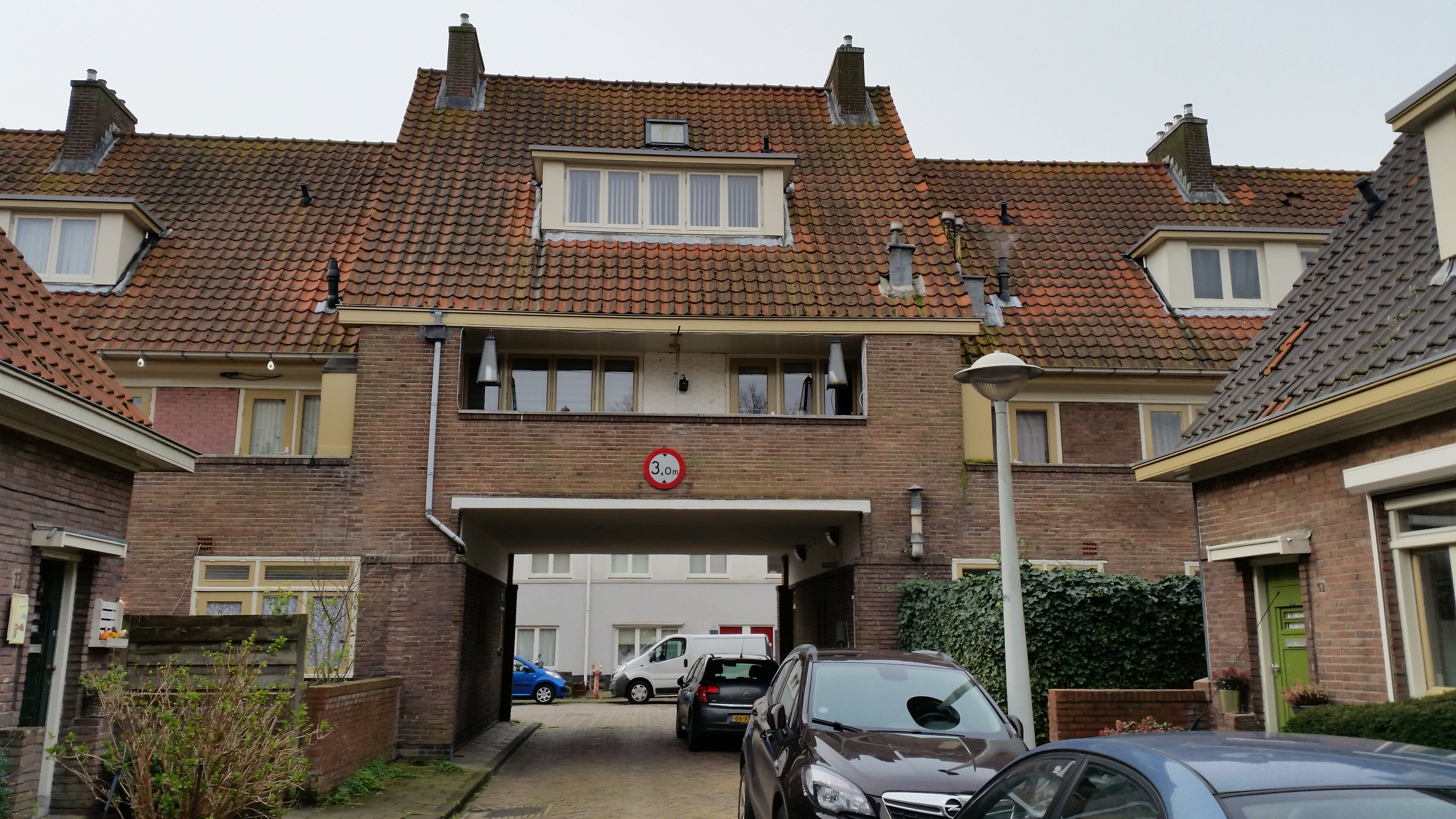
Poortgebouw (februari 2020)